# Ladislas Starevich
Ladislas Starevich (Vilnius, Império Russo, atualmente parte da Lituânia, 6 de Agosto de 1882 - Fontenay-sous-Bois, Val-de-Marne, França, 28 de Fevereiro de 1965) foi um cineasta, roteirista, diretor de arte e de fotografia russo radicado na França, um dos pioneiros da animação em stop motion. Costumava utilizar insetos e outros animais como protagonistas de suas histórias.

## Início da carreira
Starevich nasceu em Vilnius, filho de família polonesa. O pai, Aleksander Starewicz, era de Surviliškis, próximo a Kėdainiai, e sua mãe, Antonina Legęcka, de Kaunas, se escondendo após o fracasso da Insurreição de 1863 contra a dominação russa, tendo vivido na Lituânia, que naquela época integrava o Império Russo. O garoto foi educado por sua avó em Kaunas, então capital do governo local. Frequentou o curso ginasial em Dorpat (hoje Tartu, Estônia).
Starewicz tinha interesse em inúmeras áreas; Em 1910 foi nomeado diretor do Museu de História Natural de Kaunas. Ali realizou quatro documentários curtos para a instituição. Para o quinto filme, Starewicz desejava gravar a briga de dois besouros, mas foi frustrado pelo fato de que criaturas noturnas inevitavelmente iriam dormir sempre que a iluminação da cena estivesse ligada. Inspirado por uma visão de Les allumettes animées (1908), de Emile Cohl, Starewicz decidiu recriar a luta através da técnica de animação em stop motion: ao remontar as pernas dos besouros com arame, presos ao tórax com cera, ele foi capaz de criar fantoches de insetos articulados. O resultado foi o curta metragem Lucanus Cervus (1910), aparentemente a primeira animação de bonecos com um enredo e o nascimento das animações russas e polonesas.
Em 1911 Starewicz mudou-se para Moscou e começou a trabalhar com a companhia cinematográfica de Aleksandr Khanzhonkov. Ali realizou duas dúzias de filmes, a maior parte delas sendo animações com fantoches utilizando animais mortos. Destes, The Beautiful Leukanida (1912), um conto de fadas com besouros, obteve aclamação internacional (um repórter britânico até mesmo se enganou ao imaginar que as estrelas eram insetos vivos treinados), enquanto The Grasshopper and the Ant (1911) levou Starewicz a ser condecorado pelo Czar. Mas seu filme mais conhecido deste período, e talvez de toda sua carreira, foi Mest' kinematograficheskogo operatora (A vingança do cameraman) (1912), um trabalho sarcástico sobre infidelidade e ciúme entre insetos. Alguns dos filmes feitos para Khanzhonkov imitavam live-action. Em alguns casos, o live action consistia de sequências da filha de Starewicz, Irina.  Particularmente digno de nota é um filme de 41 minutos feito por Starevich em 1913, chamado The Night Before Christmas, uma adaptação da obra homônima de Nikolai Gogol. Outro filme de 1913, Terrible Vengeance, recebeu medalha de ouro em um festival internacional realizado em Milão, Itália, em 1914, sendo um dos cinco filmes que receberam prêmios entre 1 005 concorrentes.
Durante a I Guerra Mundial, Starewicz trabalhou para várias companhias, dirigindo cerca de 60 produções, algumas com bastante sucesso. Após a Revolução de 1917, a comunidade cinematográfica largamente apoiou o Exército Branco, e Starewicz mudou-se de Moscou para Yalta, no Mar Negro. Após uma breve estadia, ele e sua família escaparam antes do Exército Vermelho conseguir capturar a Crimeia, hospedando-se na Itália por um período, antes de se unir a outros imigrantes russos em Paris. Ali, formaram uma companhia nos resquícios do velho estúdio de Georges Méliès. Naquela época, Władysław Starewicz mudou seu nome para Ladislas Starevich, mais facilmente pronunciado em francês. Realizou uma animação por este estúdio, The Scarecrow.

## Após a Guerra
Pretendendo manter-se independente, Starevich mudou-se para Fontenay-sous-Bois e iniciou uma série de filmes com fantoches que foram os últimos de sua vida. Neles foi auxiliado primeiramente por sua esposa France Starevich e depois por sua filha Irina (que havia mudado seu nome para Irène). A primeira destas produções foi Les Grenouilles qui demandent un roi (Os sapos que queriam um rei) (1922), provavelmente o mais perto que Starevich chegou do comentário político em seus filmes franceses. Inspirado em uma fábula de Esopo sobre um grupo de sapos que exigem um rei do deus Jupiter e se desapontam com o resultado, mostra uma clara preferência não pela monarquia ou pela democracia decadente (que seria provavelmente a inclinação de um filme americano ou francês), mas por uma forma mais libertária de governo.
Durante os anos Fontenay-sous-Bois, os Stareviches produziram mais de duas dúzias de filmes.  Entre os mais notáveis estão La Voix du rossignol (1923), um filme pintado à mão (algumas fontes citam que teria sido usado o sistema Prizmacolor), e Fétiche Mascotte (1934), uma longa e estranha história sobre dois cães que praticamente atravessam o inferno para pegar uma laranja para uma garota que está morrendo de escorbuto, selecionado por Terry Gilliam como uma das dez melhores animações de todos os tempos. La Voix du rossignol foi vencedor da medalha Hugo Riesenfeld como melhor curta de animação nos Estados Unidos em 1925.
Muitas vezes referido como estando entre seus melhores trabalhos, Le Roman de Renard foi também seu primeiro longa metragem de animação. Embora a maior parte da produção tenha lugar em Paris entre 1929 e 1931, foi finalmente lançada em Berlim no ano de 1937 e na França em 1941. Foi o terceiro longa de animação sonorizado da história, depois de Peludópolis, do argentino Quirino Cristiani (1931), e The New Gulliver (1935), do russo Aleksandr Ptushko.
Vladislav Starevich faleceu em 26 de Fevereiro de 1965, enquanto trabalhava em Comme chien et chat. Por respeito, o trabalho foi deixado incompleto. Foi um dos poucos animadores europeus a ter o nome reconhecido na América antes da década de 1960, principalmente por La Voix du rossignol e Fétiche Mascotte. Suas produções russas são conhecidas pelo humor negro, provavelmente uma consequência inevitável da escolha por besouros mortos e gafanhotos como matéria. Uma vez trocados por bonecos mais normais em suas produções francesas, seu trabalho tornou-se mais lírico. No entanto, o fato é que ele continuou trabalhando independentemente do efeito negativo de seus filmes que às vezes eram considerados muito longos, muito líricos e muito não comerciais. Os filmes eram unidos, entretanto, por sua imaginação selvagem.